# Guerre romano-parthique de 40-33 av. J.-C.
Guerres perso-romaines
La guerre romano-parthique de 40-33 av. J.-C. regroupe l'ensemble des campagnes opposant l'Orient romain de Marc Antoine à l'Empire parthe entre 40 et 33 av. J.-C.
Elle commence par une offensive parthe menée par Pacorus Ier de Parthie, le général parthe Barzapharnès et le républicain romain Quintus Labienus. Le lieutenant d'Antoine Ventidius Bassus les écrase puis vainc à nouveau une offensive parthe de Pacorus en 38 av. J.-C., devenant le premier Romain à triompher des Parthes. Caius Sosius renforce Hérode qui reprend Jérusalem en 37 av. J.-C. et devient roi de Judée avec l'accord de Rome tandis qu'un autre lieutenant d'Antoine, Canidius Crassus, soumet l'Arménie en 37-36 av. J.-C. Marc Antoine lance alors une grande offensive depuis l'Arménie vers la Médie Atropatène en 36 av. J.-C., mais il est contraint de faire une retraite proche du désastre.
À la suite d'un changement d'alliance, les Mèdes s'alliant à Rome contre les Parthes, Antoine s'empare de l’Arménie en 34 av. J.-C. et y place son fils Alexandre Hélios. En 33 av. J.-C., les Parthes et le fils du roi déchu d'Arménie sont pour un temps repoussés par les Mèdes soutenus par les forces d'Antoine. Cependant, lors de la dernière Guerre civile républicaine, alors qu'Antoine dégarnit militairement l'Orient, les Mèdes seront mis en difficulté et l'Arménie temporairement perdue en 30 av. J.-C. Cette région devient alors un enjeu entre Rome et les Parthes, chacun cherchant dorénavant à imposer son candidat, et la « crise arménienne » va se prolonger tout au long de l'histoire de l’Empire romain.

## Relations entre Rome et les Parthes

### De la fin duIIeau milieu duIersiècleav. J.-C.
Les premiers contacts entre Rome et les Parthes s'établissent lorsque les Romains envahissent l'Asie Mineure vers la fin du IIe siècle av. J.-C. S'ensuivent plus de sept siècles de relations tumultueuses et tendues sans qu'aucune des deux puissances, qui contrôlent chacune un vaste territoire, ne parviennent à imposer sa suprématie sur l'autre. Les conflits sont séparés de longues périodes de paix qui favorisent la mise en place d'échanges culturels et commerciaux.
Le royaume d'Arménie, qui constituera avec la partie orientale de la Syrie et le Nord-Ouest de la Mésopotamie un des principaux enjeux des conflits avec les Parthes, devient une puissance majeure en Orient durant la première moitié du Ier siècle av. J.-C. L'alliance de Tigrane II le Grand, placé sur le trône d'Arménie par les Parthes, et de Mithridate VI du Pont déclenche la première d'une série de trois guerres contre Rome. C'est durant la troisième guerre que les Romains sont amenés à franchir pour la première fois l'Euphrate (entre 74 et 63 av. J.-C.).

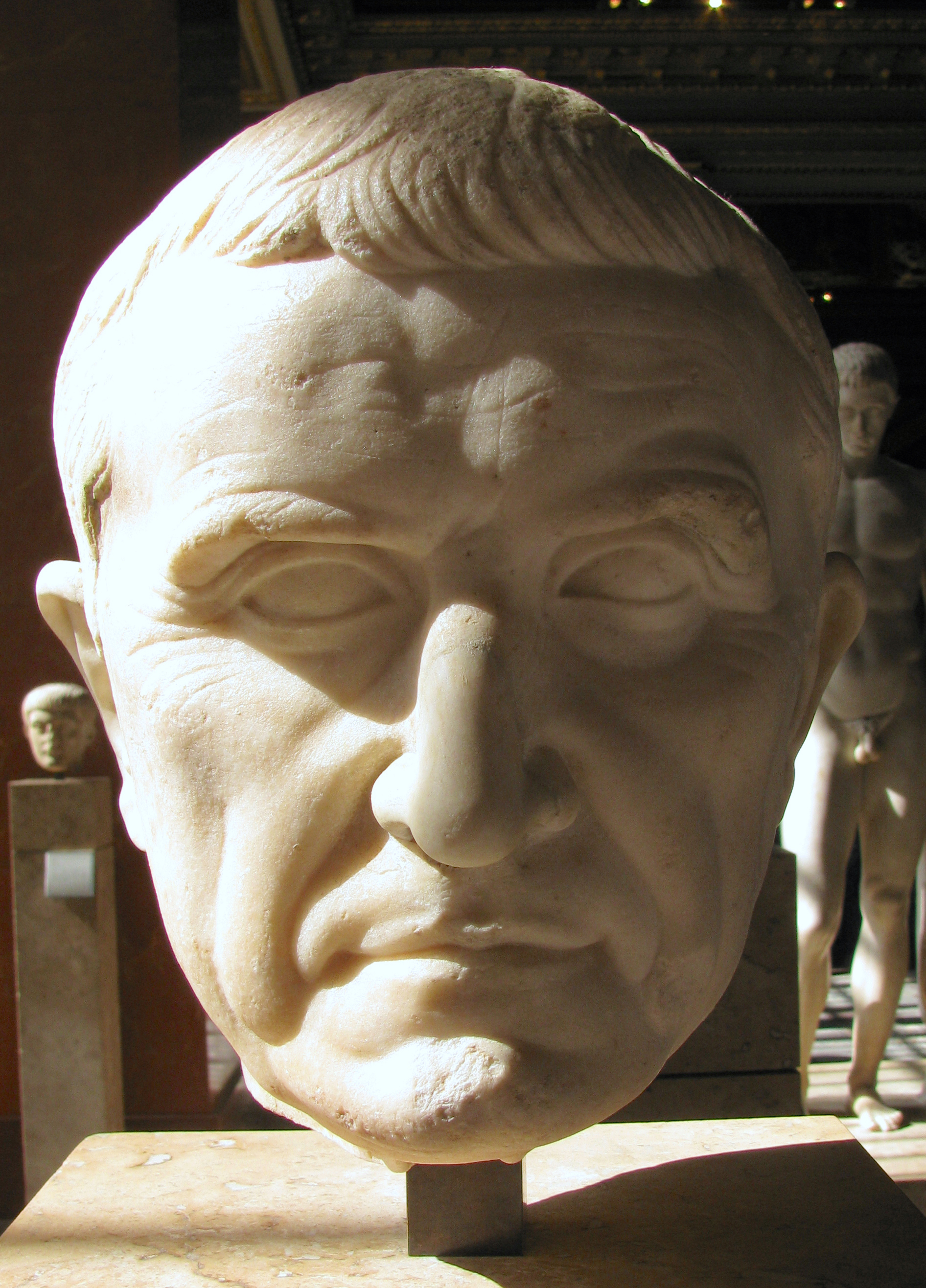
Crassus, triumvir romain vaincu et tué à Carrhes en -53

### De Carrhes à Jules César

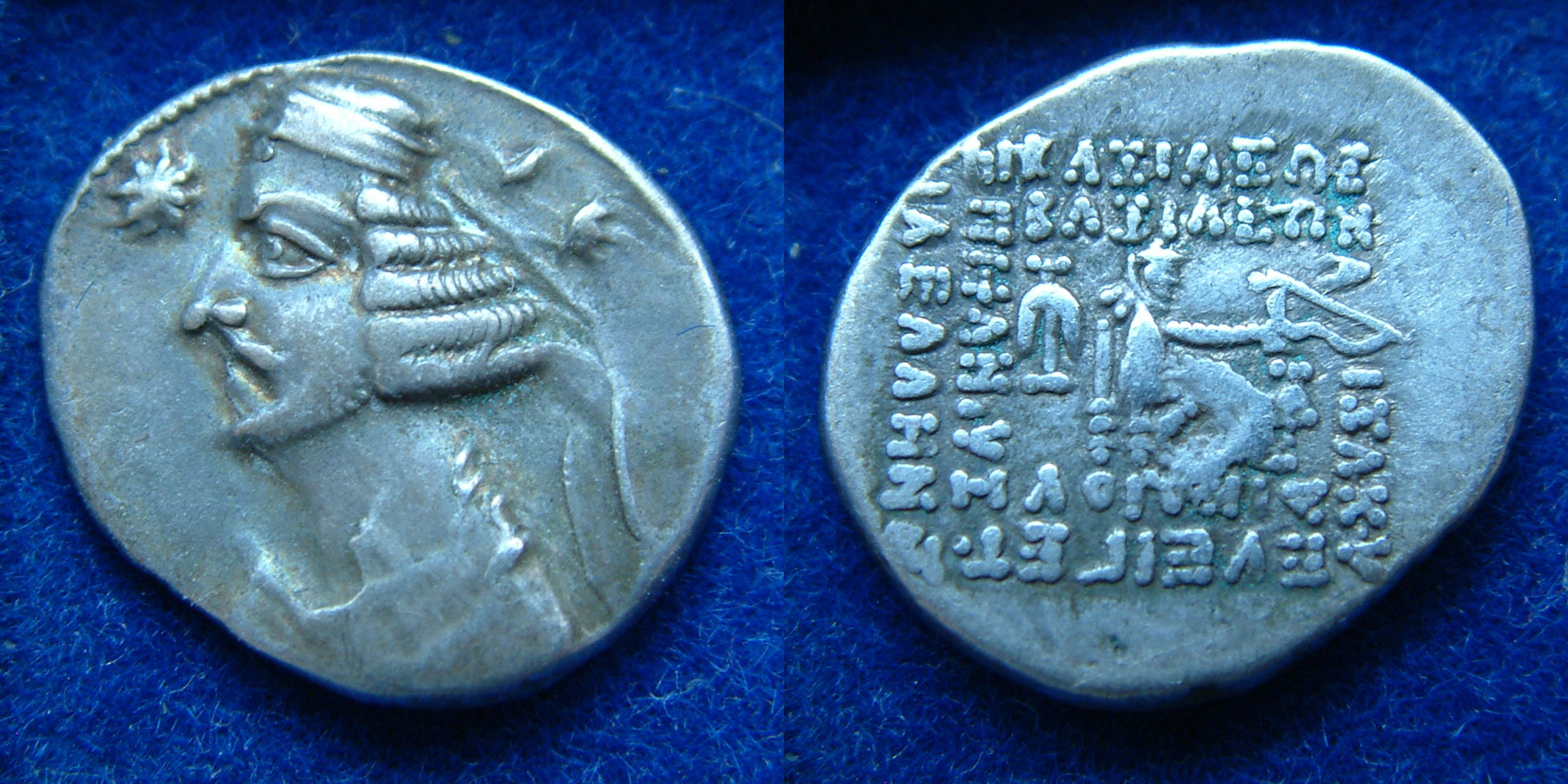
Orodès II, roi des Parthes (54 à 38)

En 53 av. J.-C., les Romains franchissent de nouveau le fleuve, menés par Crassus, pour affronter les Parthes d'Orodès II. La grande offensive romaine vise la Mésopotamie, la région la plus riche du royaume parthe. L'expédition se solde par une défaite traumatisante pour Rome à la bataille de Carrhes face au général Suréna, où 30 000 Romains ainsi que Crassus y laissent la vie. Les Parthes restaurent leur suprématie sur tous les territoires à l'est de l'Euphrate.
Cet épisode jette la honte sur les armées romaines et tous les grands imperatores jusqu'à Auguste ont pour défi de venger le général romain et récupérer les enseignes perdus par les légions.
Jules César est assassiné trois jours avant de partir en campagne contre les Parthes, aux ides de mars 44 av. J.-C. Ses motifs étaient que les Parthes ont aidé Pompée lors de la guerre civile, venger Crassus et surtout continuer d'égaler la gloire d'Alexandre le Grand. Une très importante armée romaine avait été réunie en Macédoine en ce but.

### De 42 à 40 av. J.-C.
Pendant la guerre civile des Libérateurs, les Républicains font plusieurs fois appels aux Parthes pour faire face aux Césariens, notamment contre Cornelius Dolabella en Syrie. Le contingent parthe mené par Quintus Labienus ne rejoindra jamais les troupes républicaines contre les triumvirs à Philippes, et les Parthes ne profitent pas immédiatement du vide créé par la guerre civile dans le dispositif romain oriental. Cela est dû aux hésitations du roi parthe Orodès II malgré les sollicitations de Labienus.
À l'été 41 av. J.-C., Antoine s'empare de Palmyre, non loin de la frontière romano-parthe.
C'est finalement le fait qu'Antoine soit à Alexandrie pour l'hiver 41-40, que les deux seules légions défendant la Syrie soient composées d'anciennes troupes républicaines incorporées par Antoine après Philippes et qui peuvent être ralliées par Labienus qui convainquent finalement le roi arsacide.

## La guerre romano-parthe de 40-38

### Grande offensive parthe

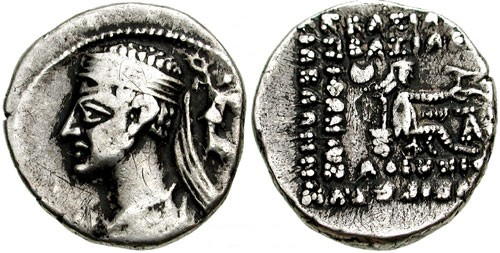
Pacorus Ier, roi associé des Arsacides.

Le fils aîné du roi Orodès II, Pacorus lance l'offensive contre la Syrie romaine lors de l'hiver 41-40. Quintus Labienus l'accompagne pour le conseiller et rallier les anciennes troupes républicaines. Une première attaque d'Apamée échoue, mais Labienus obtient le ralliement de nombreux vétérans romains des armées de Cassius et Brutus majoritaires dans la région. Arguant de leur ancienne solidarité d'armes, il parvient rapidement à obtenir leur reddition volontaire. Ces ralliements entraînent la fuite de Lucius Decidius Saxa qui sert sur place en qualité de questeur. Le légat de Marc Antoine regroupe ses forces un peu plus loin, mais il est très vite submergé par le nombre et la valeur des cavaliers parthes. À Apamée où l'on croit que le légat de Marc Antoine est mort, la garnison met bas les armes et la puissante cité ouvre ses portes aux forces combinées des Parthes et des Romains menés par Labienus. Celui-ci remonte alors la vallée de l'Oronte jusqu'à Antioche dont il s'empare sans coup férir, comme il s'est emparé d'Apamée,,.
Les forces romano-parthes se séparent alors pour mener leur offensive dans deux directions. Quintus Labienus franchit les monts Taurus et à la tête d’une partie de l’armée et marche vers le nord à la poursuite de Saxa, qu’il élimine en Cilicie. Après la mort de Saxa, Labienus conquiert sans rencontrer de résistance la moitié sud de l’Asie mineure exception faite de quelques cités,. Lucius Munatius Plancus est nommé proconsul d'Asie probablement au printemps. Dans le courant de l'année, Quintus Labienus prend le commandement des troupes romaines ralliées et les mène à la conquête de l'Anatolie, de Cilicie jusqu'en Carie. Munatius Plancus, à peine arrivé dans sa province, est contraint de s'enfuir et Labienus ne rencontre que peu de résistance
De leur côté, Pacorus et Barzapharnès s'avancent en direction du sud, vers la Phénicie et la Palestine. L'offensive de Pacorus suit les plaines côtières, tandis que Barzapharnès, s'avance par l'intérieur des terres. Les rois arabes se rallient comme Ptolémée Mennaeus, puis son fils Lysanias, rois d'Iturée. En Judée, le prince hasmonéen Antigone II Mattathiah qui s'était réfugié chez Ptolémée Mennaus, après le meurtre de son père par les Romains et sa disgrâce au profit de son frère Hyrcan II, s'allie aux Parthes. La campagne de Barzapharnès aboutit aux portes de Jérusalem. Les partisans d'Hérode et d'Antigone s’affrontent dans Jérusalem. Le général Parthe appelé Pacoros invite Phasaël et Hérode à se rendre en Galilée auprès de Barzapharnès pour faire la paix. Hérode refuse, mais Phasaël accepte avec Hyrcan II. Ils constatent bientôt qu'ils sont en fait prisonniers. Hérode parvient à s'enfuir. Tout l'intérieur des terres syrienne et palestinienne ainsi que la côte phénicienne sont occupées par les Parthes, à l'exception de quelques cités comme Tyr. 
Marc Antoine, alors en Égypte aux côtés de Cléopâtre VII, ne réagit pas immédiatement. Il quitte Alexandrie à la fin de l'hiver pour Tyr, toujours sous domination romaine. C'est là qu'il apprend de son épouse Fulvie les difficultés éprouvées par ses partisans dans la guerre civile de Pérouse en Italie. Il s'embarque immédiatement pour réaffirmer son pouvoir à Rome face à Octavien plutôt que lutter contre les Parthes, laissant Pacorus achever d'imposer l'ordre parthe.

### Contre-offensive romaine
À l'hiver 40-39, Antoine, alors en Italie, envoie Publius Ventidius Bassus, son meilleur lieutenant, contre les Parthes. Ventidius arrive en Asie au printemps 39 à la tête d'une importante armée.
Surprenant Quintus Labienus, il le poursuit et le contraint à la bataille non loin des Monts Taurus, avant que tous les renforts parthes puissent rallier le renégat romain. Ventidius Bassus repousse un assaut de la cavalerie lourde parthe avant de remporter l'affrontement sur Labienus et le satrape de Syrie Phranicates. Cet affrontement est connu sous le nom de « bataille des Portes de Cilicie (en) » (dans l'actuelle province de Mersin, Turquie),,,.
Le lieutenant d'Antoine intègre une partie des forces adverses à ses propres troupes tandis que Labienus est capturé puis exécuté un peu plus tard. Ventidius Bassus rencontre ensuite sur une armée parthe à la frontière entre la Cilicie et la Syrie. Phranicates est une nouvelle fois vaincu et meurt au combat ainsi qu'une grande partie de ses troupes. Ce deuxième affrontement est connu sous le nom de « bataille du col d'Amanus (en) » (aujourd'hui les monts Nur, Turquie),,,.
Pacorus se retire de Syrie et le partisan d'Antoine restaure l'autorité romaine sur la région dès la fin de l'année 39 à la suite de sa campagne éclair couronnée de succès.

### Échec des nouvelles offensives parthes
Au printemps 38, les Parthes reprennent l'offensive. Ventidius Bassus les laisse traverser l'Euphrate et regroupe ses forces. Non loin d'Antioche, il s'installe sur une position élevée et attend l'armée parthe. Il écrase ensuite à nouveau l'armée parthe menée par Pacorus, qui est tué au combat. C'est la bataille du Mont Gindarus (en) (au nord-est d'Antioche),,, qui se déroule le 9 juin 38.
Le lieutenant d'Antoine commence ensuite à régler le sort des États vassaux romains de la région qui ont soit fait défaut, soit ont été submergés. C'est alors qu'Antoine arrive en Syrie et rejoint son subordonné devant les murs de Samosate, la capitale du royaume de Commagène, allié de Rome mais accusé d'avoir aidé les Parthes. La ville se révèle imprenable et Antoine est contraint de négocier, la Commagène s'alliant à nouveau avec Rome sans représailles de la part d'Antoine.
Publius Ventidius Bassus est honoré du triomphe à Rome le 17 novembre 38 à la suite de ses brillantes victoires sur les Parthes en 39-38. Il s'agit d'ailleurs du premier triomphe romain sur les Parthes.
Des troubles de succession, après la mort de Pacorus, éclatent dans la dynastie arsacide. Orodès II est assassiné dans les derniers jours de l'année par son fils Phraatès IV qui lui succède sur le trône arsacide, ce dernier ayant éliminé au préalable ses frères restants,,.

## La reconquête de la Judée en 38-37
Pacorus et son commandant Barzapharnès ont envahi le Levant romain et se sont emparés de toutes les villes le long de la côte méditerranéenne jusqu'à Ptolemaïs au sud à l'exception de Tyr. En Judée, les forces juives pro-romaines du grand prêtre Hyrcan II, de Phasaël et d'Hérode sont battues par les Parthes et leur allié juif Antigone II Mattathiah ; ce dernier est fait roi de Judée par les Parthes tandis qu'Hérode s'est enfui à son fort de Massada,,.
Marc Antoine ordonne à Caius Sosius, nouveau gouverneur de Syrie et de Cilicie à la place de Publius Ventidius Bassus, de soutenir Hérode contre Antigone, alors que ce dernier est en possession de Jérusalem. Sosius s'empare de l'île et de la ville d'Aradus sur la côte de la Phénicie à la fin de l'année 38. L'année suivante, il marche sur Jérusalem et devient maître de la ville à la suite d'un siège commencé par Hérode. Antigone est décapité à Antioche.
Hérode est nommé roi de Judée par le Sénat romain, connu ensuite sous le nom Hérode Ier le Grand. Caius Sosius sera honoré du triomphe en remerciement de ses services en Orient à son retour à Rome en 34.

## La campagne arméno-parthe d'Antoine de 37-36

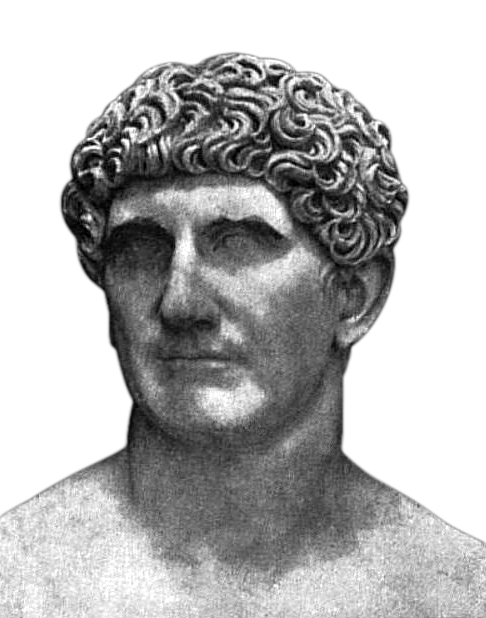
Buste de Marc Antoine, triumvir et gouverneur de l'Orient romain (43 à 30).

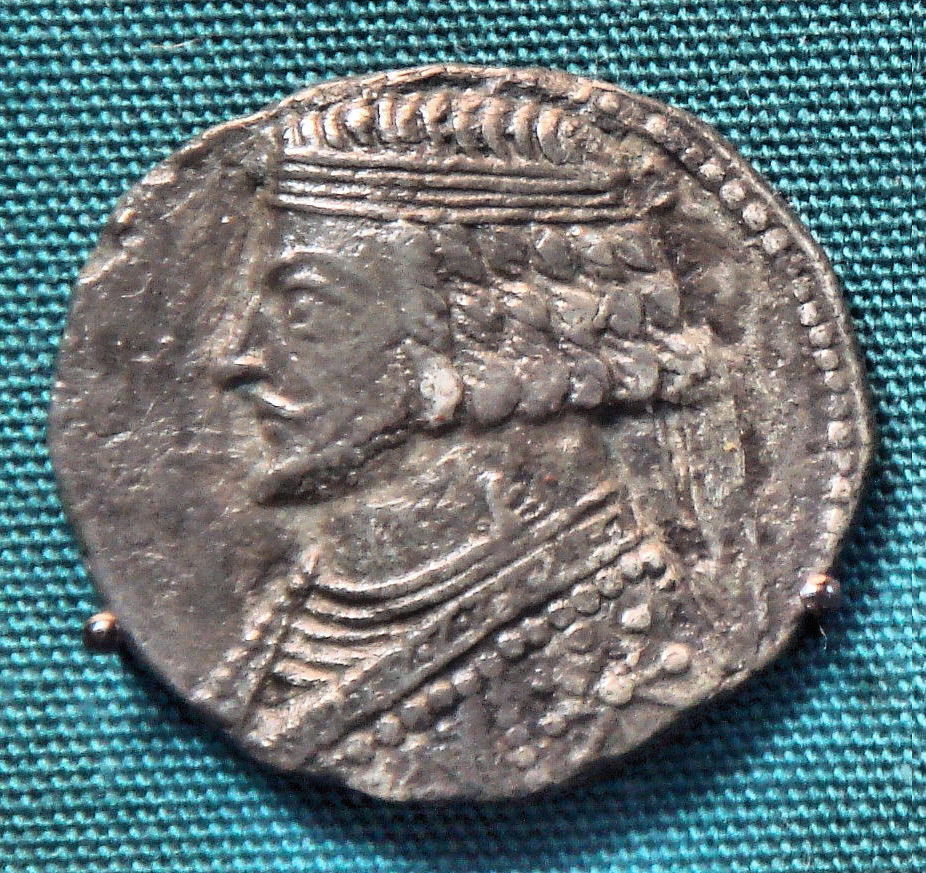
Phraatès IV, roi des Parthes (38 à 2).

### Préparation de la campagne d'Antoine
Antoine repart à Athènes pour l'hiver 38-37. Il comprend qu'Octavien ne tiendra pas sa promesse de lui envoyer des légions pour la guerre contre les Parthes. Il décide donc de se tourner vers son principal vassal en Orient, la reine Cléopâtre VII de l'Égypte ptolémaïque. Il retrouve donc Cléopâtre à Antioche, pour des raisons d'ordre politique et militaire. Outre des moyens financiers importants, le royaume d'Égypte permettra à Antoine de renforcer sa flotte privée des navires envoyés à Octavien.
Le triumvir s'attèle à la tâche de réorganiser complètement l'Orient et remet de l'ordre parmi les États vassaux d'Anatolie. Il impose Amyntas en Galatie, reconstitue partiellement le royaume du Pont pour Polémon et nomme Archélaos en Cappadoce,. L'invasion parthe démontre à quel point de faiblesse en est arrivée l'organisation orientale de Pompée, avec de surcroît de nombreuses difficultés politiques et économiques. Les hommes choisis par Antoine à la tête des royaumes clients sont tous énergiques et profondément dévoués aux intérêts romains.
Antoine passe l’hiver 37-36 à Antioche afin de préparer la guerre parthique. Il réunit une immense armée composée de seize légions, soit 160 000 légionnaires, 40 000 auxiliaires et cavaliers. C'est la plus grande armée jamais réunie en Orient par Rome, avec deux fois les effectifs de Crassus en 53 et trois fois ceux de Lucullus et Sylla pour la guerre mithridatique.
Antoine semble vouloir se lancer dans une véritable conquête de la Parthie, ou tout du moins recevoir la soumission du roi en s'emparant d'Ecbatane, la plus ancienne capitale parthe. En plus de compter sur son importante armée, ses positions arrière sont confortées en Anatolie, en Syrie et en Judée et Antoine peut compter sur le soutien des royaumes vassaux de Cappadoce, du Pont et de Commagène. De plus, il peut compter sur Artavazde d'Arménie à la suite de la campagne de Canidius Crassus en 37. Celui-ci a envahi le territoire arménien depuis le royaume du Pont avec quatre légions sans que le roi ne lui oppose de résistance. Au printemps 36, Canidius Crassus soumet des peuples du Caucase, les Albaniens et les Ibères.
Le souverain des Parthes, Phraatès IV, doit faire face à une fronde d'une partie de la famille royale et de l'aristocratie après sa prise de pouvoir sanglante. Le roi de Médie-Atropatène semble alors être Artavazde Ier d'Atropatène.

### La marche d'Antoine vers la Médie
Après des négociations infructueuses avec Monaesès, un chef militaire parthe important, peut-être le futur roi d'Osroène Ma'nu Saphul, qui se rallie finalement à Phraatès, Antoine lance la campagne qu'en juin en quittant Antioche avec 100 000 hommes. Il parcourt près de 1 500 kilomètres en quelques semaines pour rejoindre le Royaume d'Arménie. Il part d'Antioche et se rend à Zeugma puis remonte la rive droite de l'Euphrate vers le nord, passant par Samosate de Commagène et Mélitène de Cappadoce. Antoine oblique alors vers l'est pour rejoindre probablement Canidius Crassus et ses légions ainsi que le roi arménien à Artaxata.
Artavazde le pousse sans tarder à attaquer la Médie Atropatène, son ennemi. Antoine cherche à livrer une bataille décisive pour soumettre ce royaume et s'ouvrir une voie pour atteindre rapidement le cœur du royaume parthe. À la tête d'une armée de cent mille hommes, à travers des régions inconnues, il parvient devant Phraaspa (de) (dont l'emplacement est inconnu), la capitale de la Médie, mi-août, laissant le train de logistique en arrière sous la garde de deux légions. Les armées parthes et mèdes anéantissent cette arrière-garde romaine sans qu'Antoine ne puisse leur porter secours. Lorsque Antoine arrive sur les lieux, il ne peut que constater la mort de 10 000 hommes,.
La cavalerie arménienne d'Artavazde est présente lors du massacre de l'arrière-garde, mais s'abstient d'intervenir, n'étant pas en guerre contre les Parthes mais seulement contre les Mèdes. Artavazde rejoint le triumvir romain devant Phraaspa.

### Le siège infructueux de Phraaspa
Antoine, faute de machines de siège et contraint par la géographie d'une région déboisée, abandonne son projet de s'emparer de la cité mède et lève le siège au bout de deux mois. Il éprouve des difficultés d'approvisionnement et ne parvient pas à pousser son adversaire à une bataille rangée. Il tente de négocier avec Phraatès IV, sans succès. Il est contraint de faire retraite vers la mi-octobre à la tête d'une armée démoralisée.

### La difficile retraite romaine vers l'Arménie
La retraite est très difficile en terrain ennemi: l'approvisionnement est problématique, la cavalerie parthe redoutable, sans compter l'arrivée de l'hiver en terrain montagneux. L'armée romaine souffre de nombreuses pertes et doit sans cesse avancer en carré puis en tortue. Pourtant, malgré un harcèlement constant, les Parthes ne parviennent pas à disloquer les légions romaines. Au bout de presque un mois, Antoine rejoint l'Arménie après avoir perdu près de 20 000 fantassins et 4 000 cavaliers, mais il a réussi à sauver son armée d'une déroute totale. Plutarque rapporte le récit d'une retraite lors de laquelle pas moins de dix-huit batailles ont été livrées pour se frayer un chemin jusqu'en Arménie, où Artavazdé les accueille sans faire de difficulté,,,.

### Le bilan de la campagne d'Antoine
Il quitte rapidement ce pays pour la Syrie, afin de s'assurer que ses intérêts et ses territoires sont préservés après sa déroute, perdant en chemin encore 8 000 hommes.

« La retraite est héroïque [...] C'est dans ces moments les plus délicats que le courage, la grandeur d'âme et la bravoure d'Antoine paraissent le mieux mis en évidence.
On ne saurait minimiser, dans l'échec de la campagne parthique, les responsabilités d'Antoine – et elles sont importantes tant au plan de l'appréciation de la psychologie et de la mentalité de l'adversaire qu'en ce qui concerne la stratégie - mais son courage, son prestige et sa popularité auprès des troupes, la confiance de ses hommes lui permettent de surmonter les difficultés et de sauver l’essentiel, c'est-à-dire son armée. [...] La campagne s'achève par une défaite, mais ce n’est pas un désastre. »

— Jean-Michel Roddaz, « L'héritage » dans François Hinard (dir.), Histoire romaine des origines à Auguste, Fayard, 2000, p. 885-886.
À l'instar d'Octavien, Plutarque prétend « que Marc Antoine est plus heureux quand il fait la guerre par ses lieutenants que lorsqu'il la fait en personne, ». En effet, Ventidius Bassus remporte de grandes victoires et triomphe des Parthes, Caius Sosius reprend la Judée après une guerre difficile et triomphera à son tour tandis que Publius Canidius Crassus soumet l'Arménie. En Occident, alors qu'Octavien essuie des revers face à Sextus Pompée, Vipsanius Agrippa mène des exploits en Gaule puis prend le commandement dans la guerre sicilienne où il l'emporte dès 36.

## La campagne arménienne d'Antoine de 35-33
Pendant la campagne de 36 contre les Parthes, l'attitude du roi d'Arménie rend Antoine soupçonneux à son égard. La cavalerie arménienne était présente aux côtés des deux légions qui ont été anéanties par une armée médo-parthique, mais n’est pas intervenue,. Cependant, les Arméniens étaient en guerre contre les Mèdes et non contre les Parthes, ont ensuite malgré tout rejoint Antoine dans son siège infructueux et enfin Artavazde a accueilli l'armée harassée d'Antoine après sa retraite difficile.
Les jeux d'alliance changent sur l'initiative du fidèle roi vassal Polémon du Pont et la Médie s'allie avec Rome, tandis que le roi d'Arménie est suspecté par Antoine d'avoir des relations secrètes avec Octavien. Après des pourparlers qui n'aboutissent pas, Antoine marche sur Artaxata et s'empare de la famille royale et d'Artavazde en 34, après l'avoir attiré dans un piège avec la promesse d'une alliance par mariage. Cependant, le fils de ce dernier s'échappe et trouve refuge chez les Parthes. Antoine occupe toute l'Arménie et s'empare d'un important butin. Les frontières avec le royaume parthe sont stabilisées tant au nord que sur l'Euphrate. Le royaume d'Arménie passe momentanément sous un contrôle romain direct, Antoine nommant son fils Alexandre Hélios à la tête du royaume. Alexandre est fiancé à une fille du roi mède et Antoine récupère les enseignes perdues en 36 lors de sa déroute en Médie Atropatène,.
En 33, les Parthes et le fils du roi déchu d'Arménie sont pour un temps repoussés par les Mèdes soutenus par les forces d'Antoine.

## Conséquences
Cependant, lors de la dernière Guerre civile républicaine, alors qu'Antoine dégarnit militairement l'Orient, les Mèdes seront mis en difficulté et l'Arménie temporairement perdue en 30. Cette région devient alors un enjeu entre Rome et les Parthes, chacun cherchant dorénavant à imposer son candidat, et la « crise arménienne » va se prolonger tout au long de l'histoire de l’Empire romain.

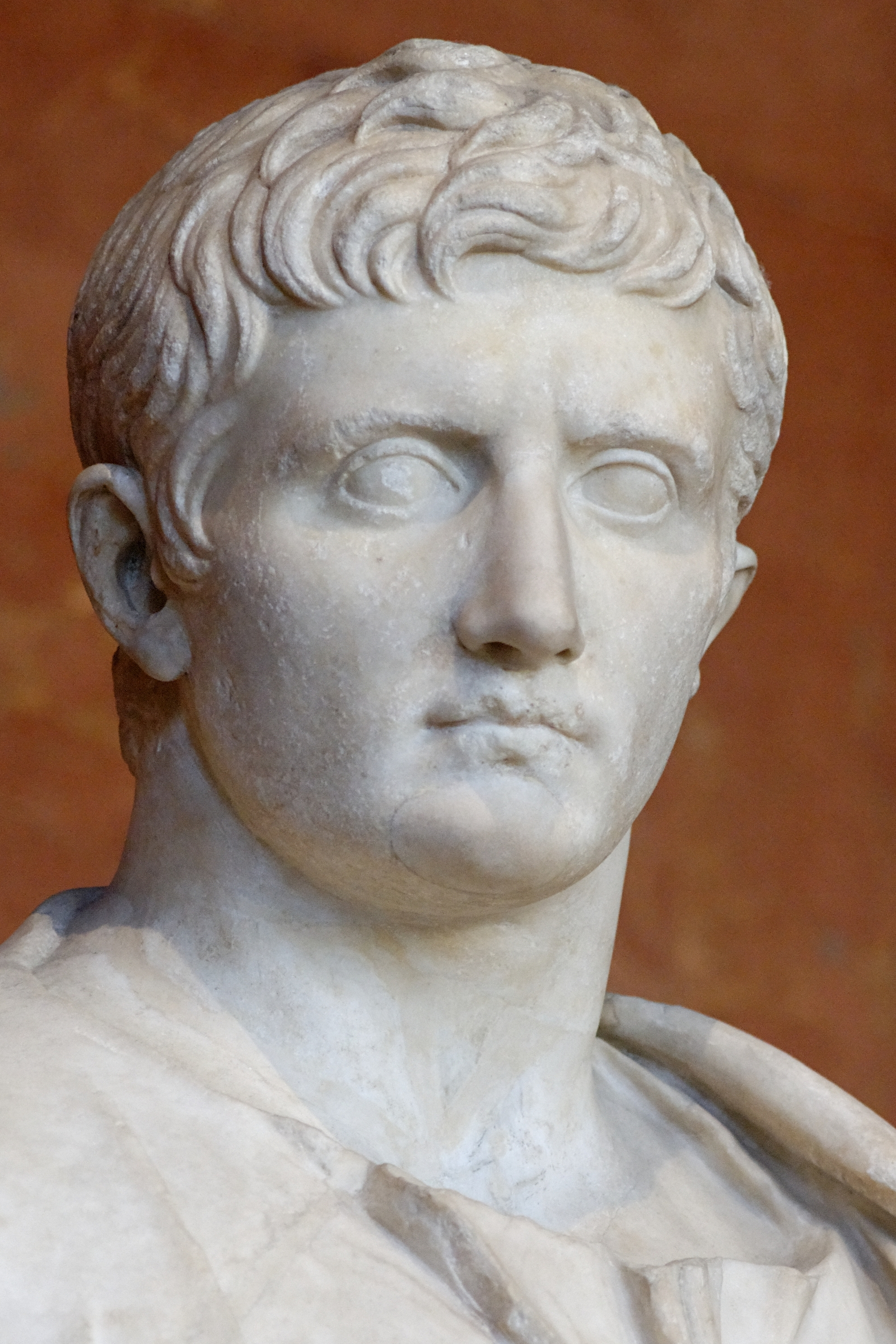
Portrait d'Auguste daté entre 30 et -20
Musée du Louvre.

Il faut attendre la fin de la guerre civile avec la victoire définitive d'Octave à la bataille d'Actium pour que les Romains se concentrent davantage sur leur politique orientale. Octave, devenu Auguste, renforce les troupes en garnison le long du limes oriental, figuré par le fleuve Euphrate, et réorganise la région en annexant certains royaumes clients et en renouant de vieilles alliances avec les rois des royaumes limitrophes qui deviennent à leur tour rois clients de Rome. De la mer Noire au nord de la Syrie, Rome est dorénavant en contact, direct ou non, avec l'empire des Parthes.
Auguste suit une politique complexe et réagit aux diverses situations en privilégiant les relations diplomatiques aux expéditions armées, s'efforçant de faire coexister pacifiquement les deux empires malgré des périodes de fortes tensions. Il obtient notamment la restitution des enseignes perdues lors de la bataille de Carrhes, mettant fin à un traumatisme vieux de trente ans. Néanmoins, le royaume d'Arménie demeure un sujet de discorde du fait de sa situation géographique et chaque empire tente d'y étendre son influence en y plaçant des rois vassaux plus ou moins fidèles. Les villes sont généralement plus favorables aux Romains, pour des raisons essentiellement commerciales, mais le reste du pays, qui partage la même religion et la même culture perses, est plus favorable aux Parthes.
En 20 av. J.-C., Auguste parvient à imposer un roi pro-romain en Arménie grâce à la présence des armées de Tibère qui n'ont pas à combattre. Mais, même si cet évènement est fêté à Rome comme une victoire, les Parthes n'ont en fait rien cédé. Seulement vingt ans plus tard, le compromis trouvé par Auguste est remis en cause et il doit de nouveau intervenir, par l'intermédiaire de Caius César, pour rétablir un roi favorable à Rome. Une fois encore, la paix est de courte durée puisque quelques années plus tard, un nouveau roi parthe étend son influence sur l'Arménie. Finalement, la politique pacifique suivie par Auguste concernant les Parthes donne des résultats plutôt décevants.
Sous l'Empire romain, de nombreux conflits opposeront Romains et Parthes, dont les premiers sont la guerre romano-parthique de 58-63, la guerre parthique de Trajan de 114-117 et la guerre romano-parthique de 161-166.

### Sur Rome à l'époque d'Antoine et Auguste
- Jean-Michel Roddaz dans François Hinard (dir.), Histoire romaine des origines à Auguste, Fayard, 2000, 1075 p. (ISBN 978-2-213-03194-1), « L'héritage », p. 825-912
- (en) Emma Strugnell, « Ventidius' Parthian War : Rome's Forgotten Eastern Triumph », Acta Antiqua, vol. 46, no 3,‎ 2006, p. 239-252 (DOI 10.1556/AAnt.46.2006.3.3)
- Jean-Michel David, La République romaine de la deuxième guerre punique à la bataille d'Actium, Seuil, 2000, 310 p. (ISBN 978-2-02-023959-2), « Les dernières guerres civiles », p. 212-264
- Paul Petit, Histoire général de l'Empire romain : 1. Le Haut-Empire 27 avant J.-C. - 161 après J.-C., Paris, Éditions du Seuil, coll. « Points Histoire », 1974, 307 p. (ISBN 2-02-004969-4)

### Sur les Parthes à l'époque d'Orodès II et Phraatès IV
- (en) Maria Brosius, The Persians : An Introduction, Londres et New York, Routledge, 2006 (ISBN 0-415-32089-5)
- (en) A.D.H. Bivar, « The Political History of Iran Under the Arsacids », dans Ehsan Yar Shater, The Cambridge history of Iran, Cambridge university press, 1983 (ISBN 978-0-521-20092-9, lire en ligne).
- (en) Gene Ralph Garthwaite, The Persians, Oxford & Carlton, Blackwell Publishing, Ltd., 2005 (ISBN 1-55786-860-3)
- (en) David Kennedy, The Roman Army in the East, Ann Arbor, Journal of Roman Archaeology, 1996, 320 p. (ISBN 1-887829-18-0), « Parthia and Rome: eastern perspectives », p. 67-90
- (en) Vesta Sarkhosh Curtis, The Age of the Parthians : The Ideas of Iran, vol. 2, Londres et New York, I.B. Tauris & Co Ltd., 2007, 162 p. (ISBN 978-1-84511-406-0), « The Iranian Revival in the Parthian Period », p. 7-25.